# Iron Studios
Iron Studios é uma empresa brasileira com sede em São Paulo, especializada na fabricação de estátuas colecionáveis de alto padrão. Possui filial em Los Angeles, nos Estados Unidos, para atender a demanda mundial e na cidade de Lisboa, em Portugal, para atender o mercado europeu. Trabalha com a licença de propriedades como Disney, Marvel, DC Comics, Star Wars. Produz majoritariamente peças na escala 1/10, além de modelos maiores nas escalas 1/6 e 1/4. Os modelos são fabricados em polystone, uma resina de alta densidade que oferece grande resistência ao calor e à umidade. Alguns detalhes também podem ser produzidos utilizando tecido real ou die-cast.

## História
A história da Iron studios começa através da distribuidora PiziiToys, em parceria com a empresa japonesa de colecionáveis Kotobukiya. Durante a feira de brinquedos ABRIN no ano de 2009 apresentam o primeiro produto desta parceria: uma réplica na escala 1/6 do piloto de Fórmula 1 Ayrton Senna, no momento de sua vitória durante o GP do Japão em 1993. Desta parceria ainda viria a ser produzida uma segunda peça do piloto: na mesma escala 1/6, desta vez na pose de sua vitória no Grande Prêmio do Brasil de 1991. As duas estátuas, fabricadas em parceria com a Kotobukiya, representam o piloto na fase em que estava na equipe McLaren, com seu uniforme vermelho. Em 2012 a terceira miniatura de Ayrton Senna é lançada, agora com uniforme preto da equipe Lotus. É a primeira peça de fabricação inteiramente da então recém-criada Iron Studios.
Em 13 de dezembro de 2012, anuncia contrato de licença com Marvel Studios, para a produção de colecionáveis inéditos no país. O primeiro produto anunciado desta licença é Iron Man Mark XLII, baseado no filme Iron Man 3.
Em setembro de 2015 a empresa obtém os direitos de licenciamento de algumas das propriedades da Warner Bros. e convida o artista Ivan Reis para a criação das artes conceituais.

## Workshop
Referência em produção de peças em tamanho real, a Iron Studios Workshop surgiu a partir da expertise da Iron Studios em reproduzir personagens e objetos da cultura pop, com o objetivo de expandir o alcance da empresa para além dos colecionáveis. Hoje, a divisão atende clientes como Warner, Disney, Amazon, Netflix, Universal, entre outros, com estátuas destinadas principalmente para eventos e exposições ao redor do mundo.

## Novas licenças
Todo ano, durante a realização da CCXP, a Iron Studios apresenta um painel onde anuncia seus próximos lançamentos para o ano seguinte. Na ocasião sempre são apresentadas novas licenças.
Em 2017 foi anunciada a obtenção da licença da trilogia de filmes O Senhor dos Anéis. Em 2018, a licença sobre a série televisiva animada Thundercats foi apresentada. Em 2019, o destaque foi a série de videogames Mortal Kombat.
Nos anos de 2020 e 2021 as apresentações foram feitas por streaming por conta da pandemia de Covid-19. Nestes anos a aposta foi na nostalgia e os destaques foram De volta para o Futuro e Masters of the Universe; este último franquia da fabricante de brinquedos Mattel, nova empresa que entra para o catálogo de licenciadoras parceiras da Iron Studios.

## Lojas conceito
No dia 06 de outubro de 2014, inaugurou sua primeira loja conceito de colecionáveis no bairro de Jardins, em São Paulo. No estabelecimento é comercializado itens de diversos fabricantes, além dos produtos fabricados pela própria empresa.
No período entre maio e setembro de 2016 instalou um espaço no Shopping Cidade Jardim, em São Paulo, onde abrigou uma exposição com algumas de suas peças e de outros fabricantes . Alguns produtos estiveram à venda.
O Shopping Eldorado, em São Paulo, abrigou uma filial da loja conceito em janeiro de 2016. Após dois anos, o estabelecimento fechou em julho de 2018, por questões estratégicas.
Possui uma área oficial dentro das lojas FAO Schwarz, em Nova York nos Estados Unidos e Hamleys, em Praga, na República Tcheca.

## Restaurante temático
O empresário brasileiro e CEO da Iron Studios, Renan Pizii, negociou diretamente com executivos da empresa norte-americana Universal Studios para obter a licença e viabilizar no país um restaurante temático da franquia Jurassic Park, projeto inédito fora das áreas do parques da licenciadora.
Em outubro de 2021 o empreendimento foi inaugurado no bairro de Itaim, em São Paulo. Na mesma área uma nova unidade da loja Iron Studios Concept Store também foi aberta.
No primeiro semestre de 2022 o complexo passou por grandes transformações. Em abril de 2022 a loja Concept Store recebeu uma área exclusiva com produtos licenciados Jurassic Park e outras franquias Universal Studios. É a primeira loja oficial da marca fora dos parques de diversão.
Em Maio de 2022 o espaço ganhou dua novas áreas: T-Rex Kingdom Pizza, especializado em pizzas; e Ice Cream Shop, com sorvetes e milkshake.
Em julho de 2023 uma nova unidade foi inaugurada no Golden Square Shopping, na cidade de São Bernardo do Campo.
O novo complexo é dedicado inteiramente ao primeiro filme da franquia Jurassic Park. No restaurante, os fãs podem encontrar diversos lanches tematizados, incluindo hambúrgueres, entradas e sobremesas, caracterizados com elementos da franquia. Além da parte gastronômica, o complexo também conta com uma experiência exclusiva, com um trajeto desenvolvido a partir de cenas e momentos icônicos do filme, para que todos os visitantes possam realizar o sonho de entrar no Jurassic Park.

## Propriedade intelectual original
Primeira propriedade intelectual original da Iron Studios, Residiuum é um universo “fantasia-punk” onde acompanhamos as aventuras de caçadores de recompensas, ciborgues e exploradores megalomaníacos nesse mundo onde o sol “enlouqueceu” centenas de anos atrás, forçando uma nova sociedade a reorganizar toda a sua tecnologia futurística em volta do misterioso gás “Sig”.
A história de Residiuum começa embaixo de Nimbus, a capital desta região, onde as pessoas se apossaram das estruturas que sustentam a cidade para formar a metrópole improvisada conhecida apenas como “A Cratera”. 
Coral é uma caçadora de recompensas que tem a sua própria variação do gás SIG. Uma versão que faz com que qualquer pessoa que o respire, tenha alucinações aterrorizantes. Em suas missões, ela usa esse gás em conjunto com seus Boogie Bears! Bichinhos de pelúcia fofíssimos que ela mesma fabrica e cuida com muito amor, mas que se tornam o pesadelo de qualquer um que entre em seu caminho.
A personagem teve uma peça 1/10 lançada durante a CCXP22.
Desde a apresentação da propriedade intelectual, a Iron Studios já lançou dois jogos de Residiuum. “Boogie Slide”, um jogo mobile para Android e IOS focado inteiramente nos boogie bears, e “Residiuum - Tales of Coral”, um jogo mobile plataforma, lançado durante a CCXP23, que acompanha uma aventura de Coral na Cratera. “Tales of Coral” também possui lançamento para PC previsto para 2024.

## Premiações
A peça "Magneto vs. Sentinel" na escala 1/4 foi eleita a melhor estátua de tamanho médio no ano de 2015.
Recebeu o troféu de "Melhor experiência de Marca" no prêmio Melhores do Ano 2015, organizado pela Warner Bros. Consumer Products.
A peça do personagem "Darth Vader" na escala 1/4 é eleita a melhor estátua do ano de 2017 em uma eleição realizada no "Statue Forum", fórum internacional especializado em estátuas colecionáveis de alto padrão.
A peça "Hulkbuster" na escala 1/10 foi eleita a melhor estátua em escala menor no prêmio "Statue Awards", promovido pelo site Bmutha. O produto faz parte da série "BDS art scale 1/10" da linha licenciada do filme "Avengers: Infinity War".